# Privación de sueño
Privación de sueño es la condición de insuficiencia de sueño pudiendo ser crónica o aguda. Una privación muy prolongada de sueño puede causar cansancio, somnolencia, torpeza, pérdida o aumento de peso,  y afecta negativamente al cerebro y las funciones cognitivas.  Pocos estudios han comparado los efectos de la falta aguda total de sueño y la falta crónica parcial de sueño. Una completa ausencia de sueño por largos periodos de tiempo no ha sido visto en humanos (a menos que sufran de un Insomnio familiar fatal); pues parece ser que los breves micro-sueños no pueden ser evitados. La total privación a largo plazo de sueño ha causado la muerte en animales de laboratorio. La privación del sueño en humanos ha sido utilizado como tratamiento para la depresión(ver abajo).

## Efectos fisiológicos

Principales efectos en la salud de la falta de sueño

Generalmente, la falta de sueño puede causar:
- Dolor en los músculos[8]
- Confusión, pérdida de memoria o lapsos de memoria[7][9]
- Depresión[9]
- Desarrollo de Falsos recuerdos
- Alucinaciones[9]
- Temblor[10] en las manos
- Dolores de cabeza
- Malestar
- Orzuelo
- Hinchazón periorbital, comúnmente conocida como "bolsas bajo los ojos" o bolsas de los ojos
- Aumenta la presión sanguínea[11][12]
- Aumenta los niveles de tensión hormonal[12]
- Aumenta el riesgo de diabetes[12]
- Aumenta el riesgo de Fibromialgia[13]
- Irritabilidad[6]
- Nistagmo (Movimiento del ojo rítmico rápido involuntario)[14]
- Obesidad[12]
- Convulsiones[15]
- Rabieta infantil en niños[6]
- Bostezo[6]
- Manía[16]
- Falta de Deseo Sexual
- Los síntomas similares a:
  - Trastorno por déficit de atención con hiperactividad[6]
  - Psicosis[17]

### Diabetes
Se ha sugerido que las personas en una situación de corto plazo de privación del sueño, procesan la glucosa más lentamente que las que reciben un total de 8 horas de sueño, lo que aumenta la probabilidad de desarrollar diabetes tipo 2. En el 2005 un estudio con más de 1.400 participantes mostró que los participantes que dormían habitualmente menos horas tenían más probabilidades de tener asociaciones con la diabetes tipo 2. Sin embargo, dado que este estudio fue meramente correlacional, la dirección de causa y efecto entre dormir poco y la diabetes es incierta. Los autores señalaron un estudio anterior que mostraba de un modo más bien experimental que la restricción habitual del sueño resultaba en daño a la tolerancia a la glucosa (IGT, por sus siglas en inglés).

### En el cerebro
La falta de sueño afecta severamente al cerebro y la función cognitiva. Un estudio de 2001, de la escuela de medicina UCSD y el sistema de cuidado de la salud de los casos de veteranos, uso tecnología de imágenes de resonancia magnética funcional para observar la actividad cerebral de los sujetos privados del sueño desempeñando tareas de aprendizaje verbal simple. El estudio mostró que la Corteza prefrontal (área que participa en procesos mentales tales como la memoria de trabajo, la lógica y el razonamiento práctico ("medios-fines")), desplegó más actividad en sujetos somnolientos. Los investigadores interpretaron este resultado como evidencia de que el cerebro de los sujetos privados de sueño trabaja más duro en comparación con los sujetos sin privación de sueño ante una tarea asignada. De acuerdo con los resultados obtenidos, los autores concluyen que los cerebros de los sujetos privados de sueño intentan de compensar los efectos adversos causados por la privación del sueño.El Lóbulo temporal, región del cerebro involucrada en el procesamiento del lenguaje, estuvo activada durante el aprendizaje verbal en sujetos descansados, pero no en los que estaban privados de sueño. El lóbulo parietal, no activado en los sujetos descansados durante el ejercicio verbal, estaba más activo cuando los sujetos fueron privados del sueño. Aunque el desempeño de la memoria fue menos eficiente con la privación del sueño, la mayor actividad en la región parietal fue asociada con una mejor memoria de corto plazo.
Un estudio de 2001 en el Instituto Médico de Chicago sugirió que la privación del sueño puede estar relacionada con enfermedades graves, tales como enfermedades del corazón y enfermedades mentales incluyendo psicosis y desorden bipolar. La conexión entre la privación del sueño y la psicosis fue luego documentada en 2007 a través de un estudio de la Escuela de Medicina de Harvard y la Universidad de California en Berkeley. El estudio reveló, usando exploraciones MRI, que la privación del sueño causa que el cerebro llegue a ser incapaz de poner un evento emocional en la perspectiva apropiada e incapaz de dar una respuesta controlada y proporcionada al evento.
Los efectos negativos de la privación del sueño sobre el estado de alerta y el rendimiento cognitivo sugieren descensos en la actividad cerebral y la función, principalmente en el tálamo, una estructura involucrada en estado de alerta y atención, y en la corteza prefrontal, una región sub-sirviendo el estado de alerta, la atención y ordenar altamente los procesos cognitivos. Esta fue la conclusión de un estudio americano en 2000. Diecisiete hombres de 20 años se pusieron a prueba. Mediciones repetidas del absoluto regional (CMRglu - metabolización de la glucosa), el desempeño cognitivo, el estado de alerta, el humor, y las experiencias subjetivas fueron recogidas después de 0, 24, 48 y 72 horas de privación del sueño. Mediciones adicionales del estado de alerta, del desempeño cognitivo, y del humor, fueron recogidos a intervalos fijos del principio al fin del periodo de privación del sueño. Estas medidas fueron incluidas para poner los resultados del desempeño asociado con las exploraciones PET en el contexto del ritmo circadiano del desempeño cognitivo, también para imponer una carga de trabajo de moderada a fuerte, casi continua, sobre el sujeto como era de esperar en una operación continua en el mundo real.
Una observación del estudio animal de la Universidad de California del 2002 señaló que el movimiento no rápido del ojo durante el sueño es necesario para apagar los neurotransmisores y permitir a sus receptores "descansar" y recuperar sensibilidad lo cual le permite a las monoaminas (norepinefrina, serotonina e histamina) ser efectiva al producir los niveles con naturalidad. Esto conduce a mejorar la regulación del humor y a aumentar la habilidad de aprendizaje. Este estudio también encontró que el movimiento rápido del ojo (REM) durante la privación del sueño puede aliviar la depresión clínica porque imita los inhibidores de la recaptación selectiva de serotonina. Esto es porque el decremento natural de monoaminas durante el REM no se permite que ocurra, lo cual causa que la concentración de neurotransmisores en el cerebro, que se agotan en las personas con depresión clínica, incremente. El sueño fuera de la fase REM puede permitir a las enzimas reparar el daño en las células del cerebro causado por los radicales libres La alta actividad metabólica mientras se despierta daña las enzimas mismas impidiendo una reparación eficiente. Este estudio observó la primera señal de daño cerebral en ratas como un resultado directo de la privación del sueño.
Estudios en animales sugieren que la privación del sueño aumenta las hormonas del estrés, las cuales pueden reducir la producción de nuevas células en los cerebros adultos.

### Sobre el crecimiento
Un estudio en 1999 encontró que la privación del sueño llevó a una reducción de la secreción del cortisol al día siguiente, impulsado por el aumento subsecuente del sueño de ondas lentas. Se encontró que la supresión del sueño aumenta la actividad en el eje "suprarrenal pituitaria hipotálamo" (que controla reacciones como el estrés y regula funciones del cuerpo como la digestión, el sistema inmune, el humor, el sexo, o el uso energético) mientras suprime las hormonas del crecimiento. El estudio soportó estudios anteriores, que observaron insuficiencia suprarrenal en la hipersomnia idiopática.

### En los procesos de curación
Un estudio conducido en 2005 mostró que un grupo de ratas que fueron privadas del sueño REM por cinco días experimentaron cambios en su habilidad para curar sus heridas, comparado con un grupo de ratas no privadas de dormir soñando las ratas se les permitió un sueño profundo (NREM). Sin embargo, otro estudio conducido por Gumustekin y otros en 2004 mostró que la privación del sueño dificultó la curación de las quemaduras en las ratas.

### Sobre la atención y la memoria de trabajo
Entre las numerosas consecuencias físicas de la privación del sueño, el déficit de atención y el trabajo de la memoria son por supuesto los más importantes; tales lapsus en las rutinas triviales pueden llevar a resultados desafortunados, desde olvidar ingredientes mientras se cocina hasta perder una oración mientras se toman notas. La memoria de trabajo es probada por métodos tales como los tiempos de reacción en las tareas de elección.
Los lapsos de atención también se pueden extender en campos más críticos en los cuales las consecuencias pueden ser de vida o muerte; los accidentes de carros y los desastres industriales pueden resultar de inatención atribuible a la privación del sueño Para medir empíricamente la magnitud de los déficits de atención, los investigadores comúnmente emplean las tareas de vigilancia psicomotor (PVT) el cual requiere que el sujeto presione un botón en respuesta a una luz a intervalos seudo-aleatorios. Las fallas al presionar el botón el botón en respuesta a los estímulos (luz) es registrado como un error, atribuible a los microsueños que ocurren como un producto de la privación del sueño.
Fundamentalmente, las evaluaciones subjetivas de la fatiga de las personas a menudo no predicen el desempeño real en el PVT Al tiempo que las personas totalmente privadas del sueño son normalmente conscientes de su grado de discapacidad, los lapsos de privación crónica (menor) de sueño pueden fortalecerse más en el tiempo así que ellos son iguales en número y severidad a los lapsos que ocurren de total (aguda) privación del sueño. La gente con privación crónica de sueño, sin embargo, ellos mismos siguen afectados a velocidad considerablemente menor que los participantes privados de sueño totalmente. Ya que la gente normalmente evalúa subjetivamente su capacidad en tareas como conducir, sus valoraciones pueden llevarles a falsas conclusiones de que ellos pueden realizar tareas que requieren atención constante cuando sus habilidades están de hecho afectadas.

### Sobre la aptitud para conducir
Los peligros de la privación del sueño son aparentes en la carretera; La Academia Americana de la Medicina del Sueño (AASM) reporta que una de cada cinco lesiones en vehículos de motor está relacionada con la fatiga del conductor, con 80.000 conductores que se quedan dormidos detrás del volante cada día y 250.000 accidentes cada año relacionados con el sueño, aunque la Administración Nacional de Seguridad del Tráfico de Carretera sugiere que la cifra por accidentes de tráfico puede estar más cercana a las 100.000 La AASM recomienda salirse de la carretera y tomar de 15 a 20 minutos de siesta para aliviar la somnolencia.
De acuerdo a un estudio del año 2000 publicado en la Revista de Medicina Británica, investigadores de Australia y Nueva Zelanda reportaron que la privación del sueño puede tener algunos de los mismos efectos peligrosos que estar borracho. Las personas que condujeron después de estar despiertas de 17 a 19 horas actuaron peor que aquellos con un nivel de alcohol en la sangre de .05 por ciento, el cual es el límite legal para conducir bebido en muchos de los países de Europa del Oeste y en Australia. Otro estudio sugiere que el desempeño comienza a decaer después de 16 horas de estar despierto, y estar despierto por 21 horas era equivalente a un contenido de alcohol en la sangre de .08 por ciento, que es el límite de alcohol en la sangre para conducir bebido en Canadá, los E.E.U.U y el Reino Unido.
La fatiga de los conductores de camiones de mercancías y vehículos de pasajeros han llegado a la atención de las autoridades en muchos países, donde las leyes específicas que se han introducido con el objetivo de reducir el riesgo de accidentes de tráfico debido a la fatiga del conductor. Normas relativas a las longitudes mínimos de descanso, las longitudes máximas de desplazamiento y el tiempo mínimo entre turnos son comunes en las normas de conducción utilizados en los diferentes países y regiones, tales como las regulaciones de horas de trabajo en los pilotos en la Unión Europea, sobre el reglamento en las horas de servicio en los Estados Unidos entre otros.

### Otros efectos
Además, como resultado de una actividad muscular continua sin el tiempo apropiado de descanso, efectos tales como el entorpecimiento son mucho más frecuentes en los individuos privados del sueño. Se han reportado casos extremos asociados con la privación del sueño como hernias, desgarres de la fascia muscular, y otros problemas ordinariamente asociados con sobreesfuerzo físico

Un estudio de 2006 mostró que mientras la privación total del sueño por una noche causó muchos errores, los errores no fueron significativos hasta después de la segunda noche de total privación del sueño. Sin embargo, combinar alcohol con privación aguda de sueño, triplica la velocidad en la que se sale de la carretera cuando usa un simulador.
La Fundación Nacional del Sueño identifica varias señales de advertencia de que un conductor está peligrosamente fatigado, incluyendo bajar la ventana, subir el sonido del radio, molestias por mantener los ojos abiertos, cabecear, salirse del camino y soñar despierto En riesgo especial están los conductores solitarios entre la medianoche y las 6am.
La privación del sueño puede impactar negativamente el rendimiento en campos profesionales también, arriesgando potencialmente vidas Debido principalmente al accidente en febrero de 2009 del vuelo aéreo Colgan 3407, en el cual murieron 50 personas y fue parcialmente atribuido a fatiga del piloto, la FAA revisó sus procedimientos para asegurar que los pilotos estén suficientemente descansados. Un estudio de 2004 también encontró que los residentes médicos con menos de cuatro horas de sueño en una noche cometieron más del doble de errores que los residentes que durmieron más de siete horas por noche, una tendencia especialmente inquietante dado que menos del 11% de los residentes medidos estuvieron durmiendo más de siete horas por noche.
Veinticuatro horas de privación de sueño continuo resultaron en la elección de tareas de matemáticas menos difíciles sin disminuir en informes subjetivos del esfuerzo aplicado a las tareas. La perdida de sueño naturalmente causado afecta la elección de tareas diarias como las tareas de bajo esfuerzo que son más comúnmente elegidas. Los adolescentes que experimentan menos sueño muestran una disminución en su disposición para participar en actividades deportivas que requieren esfuerzo en la coordinación motora fina y la atención al detalle.
Una gran privación del sueño se parece a la psicosis: las percepciones distorsionadas pueden llevar a respuestas de comportamiento y emocionales inapropiadas.

Los astronautas han informado errores de desempeño y disminución de la habilidad cognitiva durante periodos de trabajo extendido y estados de vigilia también debido a perdida de sueño causado por el trastorno del ritmo circadiano y los factores del ambiente.

#### Microsueños
Los microsueños ocurren cuando una persona tiene una significativa privación de sueño. El cerebro automáticamente se apaga, cayendo en un estado de sueño que puede durar desde una fracción de segundo hasta medio minuto. La persona se duerme sin importar la actividad que esté realizando. Los micro-sueños son parecidos a desmayos y una persona que los experimente no es deliberadamente consciente de que están ocurriendo.
Un tipo aún más ligero de sueño ha sido visto en ratas que han sido mantenidas despiertas por largos periodos de tiempo. En un proceso conocido como sueño local, regiones específicas localizadas entraron en periodos de cortos (menos de 80 ms) pero frecuentes (menos de 40/min) estados semejantes al NREM. A pesar de los periodos de encendido y apagado donde las neuronas se desconectan, las ratas parecían despiertas, aunque ellas actuaron mal en las pruebas.

#### Pérdida/ganancia de peso
En ratas, la privación completa del sueño, prolongada, aumentó a la vez el consumo de alimentos y el gasto de energía con efectos netos en la pérdida de peso y a la larga la muerte. Este estudio plantea como hipótesis que la deuda crónica moderada de sueño asociada con el sueño de corta duración habitual está vinculado con el aumento del apetito y el gasto de energía se identifica con una inclinación hacia gastar en el consumo de alimentos en sociedades donde los alimentos altos en calorías están libremente disponibles.
Varios estudios grandes usando muestras representativas nacionales sugieren que el problema de la obesidad en los Estados Unidos podría tener como una de sus causas una correspondiente disminución del promedio de horas que la gente está durmiendo. Las conclusiones sugieren que esto podría estar sucediendo porque la privación del sueño podría estar perturbando las hormonas que regulan el metabolismo de la glucosa y el apetito.
La asociación entre la privación del sueño y la obesidad parece ser más fuerte en jóvenes y en adultos de edad mediana. Otros científicos sostienen que la molestia física de la obesidad y otros problemas relacionados, tales como la apnea del sueño, reducen las opciones del individuo de conseguir un buen sueño en la noche.

Actualmente la privación del sueño se propone para alterar la regulación endocrina de la homeostasis energética llevando a ganar peso y obesidad. Por ejemplo, estudios en laboratorios de privación de sueño en hombres jóvenes ha demostrado que una noche en estado de vigilia (típicamente encontrado, por ejemplo, en trabajadores por turnos) ejerce efectos significativos sobre el balance de energía en la mañana siguiente, incluyendo gasto reducido de energía, aumento del procesamiento de estímulos hedónicos en el cerebro fundamental para conducir al consumo de alimentos, y a la sobrealimentación que va más allá de la saciedad. Más estudios han mostrado que una reducción en la duración del sueño a 4 horas por 2 noches consecutivas han mostrado recientemente reducir el nivel de la leptina e incrementar los niveles de ghrelin, así como también la sensación de hambre Se ha demostrado que alteraciones endocrinas similares ocurren aun después de una sola noche de privación del sueño.
En un orden equilibrado, nueve hombres sanos de peso normal pasaron tres noches en un laboratorio del sueño separados por al menos 2 semanas: una noche con un tiempo total de sueño de 7 horas, una noche con un tiempo total de sueño de 4.5 horas, y una noche con privación total de sueño (SD). En una escala estándar de medición de síntomas, los sujetos mostraron sentimientos marcadamente más fuertes de hambre después de un SD total que con 7 horas de sueño (3.9±0.7 contra 1.7± 0.3; P=0.020) o 4.5 horas de sueño (2.2±0.5; P = 0.041). Los niveles plasma ghrelin fueron 22± 10% más altos después de un SD total más que después de 7 horas de sueño (0.85± 0.06 contra 0.72± 0.04 ng mL(-1); P = 0.048) con niveles intermedios de la hormona después de 4.5 horas de sueño (0.77±0.04 ng mL(-1)) Los sentimientos de hambre así como los niveles de plasma ghrelin son ya elevados después de una noche de SD, mientras que en la mañana las concentraciones de leptina sérica permanecían normales. Así, los resultados proveen más evidencia a favor de la influencia perturbadora de la pérdida de sueño sobre la regulación endocrina de la homeóstasis energética, la cual a la larga resulta en ganancia de peso y obesidad.

#### Regulación genética.
Una semana sin sueño deja de regular 444 genes, y regula hasta 267. Los genes que fueron afectados están relacionados con los ritmos circadianos, el metabolismo, la inflamación, la respuesta inmune y el estrés.

## Usos

### Estudio científico de animales de laboratorio

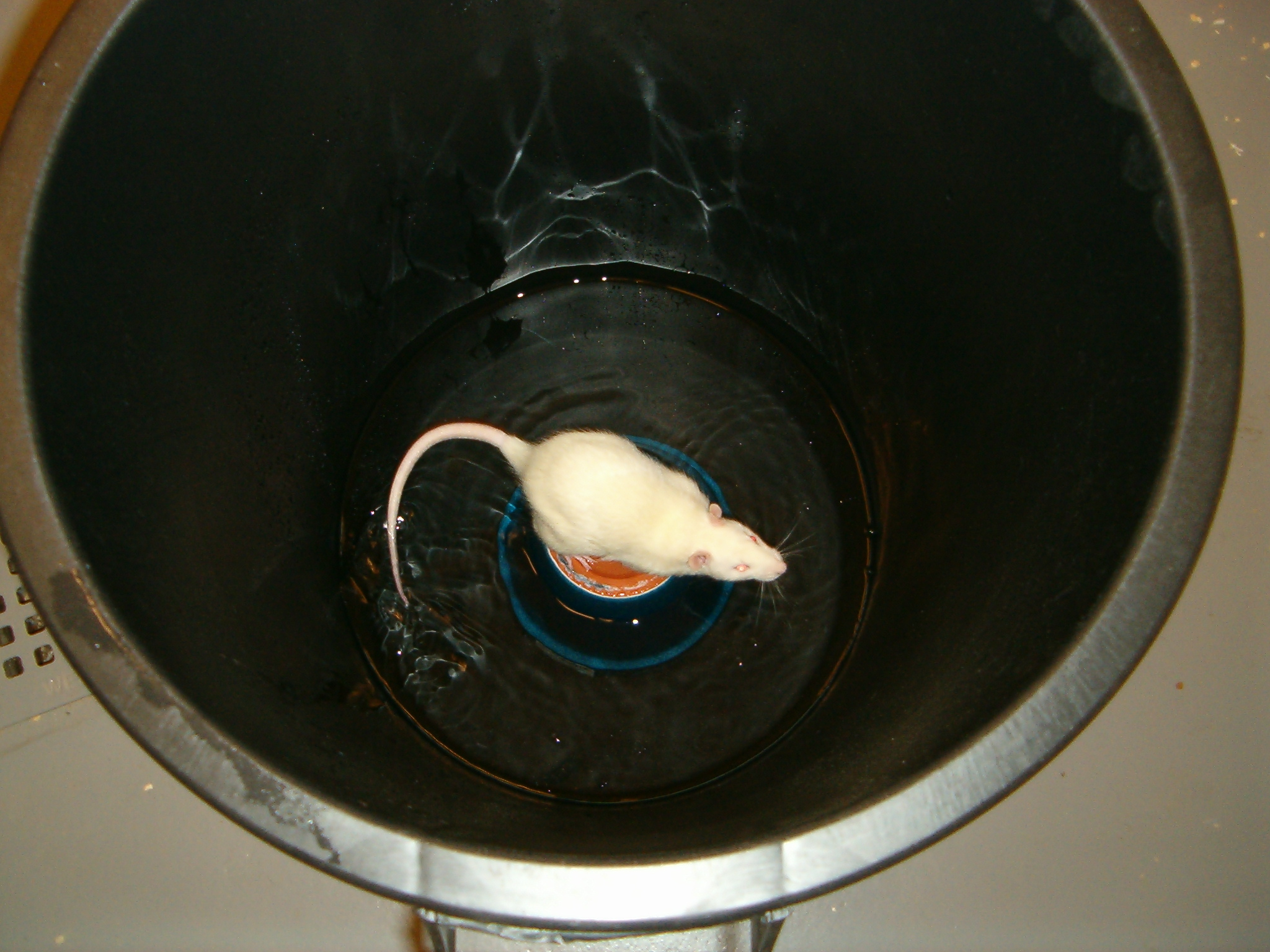
Esta rata está siendo privada del sueño tranquilo REM por un investigador de animales usando una técnica de plataforma ("maceta") El agua alcanza 1 cm de altura en una maceta pequeña de flores en el fondo de una plataforma donde la rata se encuentra. Al comienzo del sueño REM, la agotada rata caerá en lo profundo del agua solo para trepar de nuevo a su maceta para evitar morir de ahogamiento, o su nariz quedará sumergida en el agua, asustándola para regresar a un estado despierto

En ciencias, la privación del sueño (de roedores) es usada para estudiar las funciones del sueño y los mecanismos biológicos subyacentes de los efectos de la privación del sueño.
Algunas técnicas de privación del sueño son:
- Manejo moderado: durante los periodos de privación del sueño, el animal y sus registros polisomnográficos son continuamente observados; cuando el animal muestra señales electrofisiológicas de sueño o asume una postura de sueño, le son dados objetos para jugar y es activado por acústica y, si es necesario, estímulo táctil.[62] Aunque subjetiva,[63] esta técnica es usada para la privación total del sueño también como para la privación del sueño REM o NREM Esta técnica a menudo requiere la polisomnografía.
- Plataforma individual: durante el periodo de privación del sueño, el animal es colocado en una maceta de flores invertida, del cual el diámetro del fondo es pequeño comparado con el tamaño del animal (normalmente las ratas adultas tienen 7 cm) La maceta es colocada en una gran bañera llena de agua hasta 1 cm desde el fondo de la maceta de flores. El animal es capaz de descansar en la maceta e incluso es capaz de alcanzar el sueño NREM, pero al comenzar el sueño REM, siguiendo su relajación muscular, caerá en el agua y volverá a su maceta o tendrá su nariz lo suficientemente mojada para despertarlo. Así, esta técnica es útil solo para estudiar la privación del sueño REM. Este fue uno de los primeros métodos científicos desarrollados (ver Jouvet, 1964[64] para gatos[65] y roedores).
- Plataforma múltiple: en un esfuerzo para reducir la respuesta elevada de estrés inducida por el método de la plataforma individual,[66] los investigadores desarrollaron la técnica de la "plataforma múltiple" de la privación del sueño REM. En esta configuración, el animal es puesto en un gran tanque que contiene múltiples plataformas, eliminando así la restricción del movimiento de la instalación inicial.
- Plataforma múltiple modificada: la modificación del método de plataforma múltiple donde varios animales juntos experimentan privación del sueño (Nunes y Tufik, 1994).
- Péndulo: los animales son impedidos de entrar al sueño REM permitiéndoles dormir por solo breves periodos de tiempo. Esto se logra con un aparato que mueve las jaulas de los animales hacia atrás y hacia adelante en un movimiento pendular En los extremos del movimiento, los animales experimentan un desequilibrio en su postura, forzándolos a caminar hacia atrás y hacia adelante para retener su balance.[67]

### Interrogatorio
La privación del sueño puede ser empleada como un medio para interrogar, por lo cual ha acabado en procesos judiciales sobre si es o no una forma de tortura.
Bajo una técnica de interrogación, un sujeto podría mantenerse despierto por varios días y cuando finalmente se le permite conciliar el sueño, es repentinamente despertado e interrogado. Menájem Beguín, el Primer Ministro de Israel desde 1977 a 1983, describió su experiencia de privación de sueño como prisionero de la NKVD en Rusia de la siguiente manera:

En la cabeza del prisionero interrogado, una bruma comienza a formarse. Su espíritu está cansado de muerte, sus piernas son inestables, y tiene solo un deseo: dormir... Cualquiera que ha experimentado este deseo sabe que ni siquiera el hambre y la sed son comparables con ello.

La privación del sueño fue una de las cinco técnicas usadas por el gobierno Británico en los años 70. La Corte Europea de los Derechos Humanos falló que las cinco técnicas «no ocasionaron sufrimiento de intensidad y crueldad particular implicados en la palabra tortura... [pero] asciende a una práctica de tratamiento inhumano y degradante», incumpliendo la Convención Europea de los Derechos Humanos.
El Departamento de Justicia de los Estados Unidos publicó cuatro memorandos en agosto de 2002 describiendo técnicas de interrogación usadas por la Agencia Central de Inteligencia. Ellos primero describieron 10 técnicas usadas en interrogatorios de Abu Zubaydah, descrito como un terrorista especializado en logística, incluyendo privación del sueño. Los memorandos desde mayo de 2005 presentaron cuatro técnicas más y confirmaban que la combinación de métodos de interrogación no constituyeron tortura bajo las leyes de Estados Unidos.
El problema del uso extremo de la privación del sueño como tortura tiene defensores en ambos lados del asunto. En 2006, el abogado general federal australiano Philip Ruddock argumentó que la privación del sueño no constituía tortura. Nicole Bieske, una vocera de Amnistía Internacional por Australia, ha expuesto la opinión de su organización así: «Al final, la privación del sueño es cruel, inhumana y degradante. Si es usada por periodos prolongados de tiempo es tortura.»

### Tratamiento para la depresión
Recientes estudios han mostrado que la restricción de sueño tiene cierto potencial en el tratamiento de la depresión.
Los que sufren de depresión tienden a tener apariciones anteriores de sueño REM con un mayor número de movimientos rápidos de los ojos; Por lo tanto, el seguimiento de EEG de los pacientes y el despertar de ellos durante los episodios de sueño REM parece tener un efecto terapéutico, el alivio de los síntomas depresivos. Al menos el 60% de los pacientes, cuando fueron privados del sueño, mostraron recuperación inmediata, aunque muchos recayeron en la noche siguiente. Se ha mostrado que los efectos están encadenados a incrementos en el factor neurotrópico derivado del cerebro. Se ha demostrado que el cronotipo está relacionado con los efectos de la privación del sueño en el humor de la gente común: Aquellos que prefieren las mañanas llegan a deprimirse más luego de la privación de sueño mientras que aquellos que prefieren las tardes muestran una mejoría en su humor. Una evaluación integral del metaboloma humana en la privación del sueño en 2014 encontró que 27 metabolitos se incrementaron después de 24 horas de vigilia y sugirieron la serotonina, triptófano, taurina y pueden contribuir al efecto antidepresivo.
El incidente de la recaída puede disminuir combinando la privación del sueño con medicamentos. Muchos antidepresivos tricíclicos suprimen el sueño REM, proveyendo evidencia adicional para una conexión entre el humor y el sueño. Igualmente, se ha probado que la tranilcipromina suprime totalmente el sueño REM en dosis adecuadas.

## Causas

### Insomio
El insomnio, uno de los seis tipos de disomnia, afecta al 33% de la población adulta. Muchos de sus síntomas son fácilmente reconocibles, incluyendo la excesiva somnolencia diurna; la frustración o preocupación por el sueño; problemas con la atención, la concentración o la memoria; cambios extremos de humor o irritabilidad; falta de energía o motivación; desempeño pobre en la escuela o el trabajo; y los dolores de cabeza tensionales o los dolores de estómago.
El insomnio puede ser agrupado en insomnio primario o insomnio secundario o comórbido. El insomnio primario es un desorden del sueño no atribuible a una causa médica, psiquiátrica o ambiental.
Hay tres tipos principales de insomnio primario. [requiere citación] Estos incluyen: psicofisiológico, sueño idiopático, y estado erróneo de percepción de sueño. El insomnio psicofisiológico es inducido por la ansiedad. El insomnio idiopático generalmente comienza en la niñez y dura el resto de la vida de la persona. Se ha sugerido que este tipo de insomnio es un problema neuro-químico en una parte del cerebro que controla el ciclo sueño-vigilia. El estado de percepción errónea de sueño es cuando una persona consigue sueño suficiente, pero la conciencia de la persona acerca del tiempo que ellos han dormido es impreciso.
El insomnio secundario, o insomnio comórbido, ocurre simultáneamente con otras condiciones médicas, neurológicas, psicológicas y psiquiátricas. La relación de causalidad no está implícita necesariamente.

#### Voluntario
La falta de sueño puede ser a veces auto impuesta debido a una falta de deseo de dormir o al uso habitual de drogas estimulantes. La falta de sueño también se auto impone para lograr fama personal en el contexto de proezas para romper récords.

### Apnea de sueño
La apnea del sueño (apnea obstructiva del sueño) es un colapso del flujo del aire superior durante el sueño, que reduce el flujo del aire hacia los pulmones. Hay muchas consecuencias serias para la salud si no se trata, pero a menudo puede ser tratada efectivamente con terapia positiva de presión de aire. Los problemas nasales tales como una desviación de tabique cerrarán el flujo de aire y aumentarán la hinchazón en el revestimiento mucoso y en los cornetes nasales. La cirugía correctiva (septoplastía) maximizará el flujo de aire y corregirá el bucle de realimentación al cerebro que sigue despertando al enfermo para que no se asfixie.
La apnea central del sueño son paradas repetidas en la respiración durante el sueño cuando el cerebro deja de enviar temporalmente señales a los músculos que controlan la respiración.

### Enfermedad mental
Las específicas relaciones causales entre la pérdida del sueño y los efectos en los desórdenes psiquiátricos ha sido más exhaustivamente estudiada en pacientes con trastornos en el estado de ánimo. Los cambios de obsesión de los pacientes bipolares están a menudo precedidos por periodos de insomnio, y la falta de sueño se ha mostrado que induce a un estado frenético en individuos sensibles. La privación del sueño puede representar un camino final común en la génesis de la obsesión, la pérdida de sueño es a la vez un factor precipitante y reafirmante para el estado frenético.

### Escolar
La medición de la Fundación Nacional del Sueño encontró que los estudiantes en edad universitaria consiguen en promedio 6.7 horas de sueño por noche. En un estudio, el 70,6% de los estudiantes informó la obtención de menos de 8 horas de sueño, y hasta un 27% de los estudiantes puede estar en riesgo de al menos un trastorno del sueño. La privación del sueño es común en el primer año de los estudiantes universitarios en tanto ellos se ajustan al estrés y a las actividades sociales de la vida universitaria. Un estudio realizado por la Universidad Nacional Chung Cheng en Taiwán concluyó que los estudiantes de primer año recibieron la más corta cantidad de sueño durante la semana. En 1997 la Universidad de Minnesota hizo una investigación que comparó estudiantes que fueron a la escuela a las 7:15 a. m. con aquellos que fueron a la escuela a las 8:00 a. m. Encontraron que los estudiantes que fueron a la escuela a las 8:00 a. m. conseguían más altas calificaciones y más sueño en las noches de los días de la semana. En una de cada cuatro escuelas superiores de EE. UU. los estudiantes admiten dormirse en clase al menos una vez por semana. Es sabido que durante la adolescencia humana, los ritmos circadianos y, por lo tanto los patrones de sueño, típicamente sufren marcados cambios. Estudios de electroencefalogramas indican un 50% de reducción de la profundidad del sueño y un 75% de reducción del punto máximo de amplitud de las ondas delta durante el sueño NREM en la adolescencia. Los horarios de las escuelas son a menudo incompatibles con el retardo que corresponde al desplazamiento del sueño, conduciendo a una cantidad de sueño inferior a la óptima para la mayoría de adolescentes.

## Tratamiento
Diversas estrategias son comunes intentando aumentar el estado de alerta y contrarrestar los efectos de la privación del sueño. La cafeína es a menudo utilizada por cortos periodos para estimular el estado de vigilia cuando se sufre de falta de sueño agudo, sin embargo, la cafeína es menos efectiva si se consume rutinariamente. Otras estrategias recomendadas por la Academia Americana de la Medicina del Sueño incluyen el sueño profiláctico antes de la privación, siesta, otros estimulantes, y combinaciones de lo mismo. Sin embargo, la única forma cierta y segura de combatir la privación del sueño es aumentar el tiempo de sueño diario.
Recuperar la función cognitiva se logra más rápidamente después de una aguda privación total del sueño que de una restricción crónica parcial del sueño. La privación crónica es la más común en la vida cotidiana. Con solo una noche de sueño recuperado pueden reversarse los efectos adversos de la privación total de sueño. La recuperación del sueño es más eficiente que el sueño normal con menor latencia del sueño y aumenta la cantidad de sueño profundo y REM.

## Mayores períodos sin sueño
Randy Gardner mantiene el récord científicamente demostrado para el mayor período de tiempo que un ser humano ha permanecido intencionadamente sin dormir sin usar estimulantes de ningún tipo. Gardner permaneció despierto 264 horas (11 días), rompiendo el anterior récord de 260 horas mantenido por Tom Rounds de Honolulu. El comandante teniente (LCDR) John J. Ross de la Unidad de Investigación Médica Neuro-psiquiátrica de la Armada de los EE. UU. publicó después una explicación de este evento, el cual llegó a ser bien conocido entre los investigadores de la privación del sueño.
El Récord Guinness está en 449 horas (18 días, 17 horas) establecido por Maureen Weston, de Peterborough, Cambridgeshire en abril de 1997, en una maratón de mecedoras.
Las reivindicaciones de no tener sueño en años ha sido hecho a veces, por ciertos individuos, pero ha sido sin verificación científica, o contradicho en verificación independiente:
- Nunca verificado científicamente: Thái Ngoc,  nacido en 1942 reclamó en 2006 haber estado despierto por 33 años u 11.700 noches, de acuerdo a la organización vietnamita de noticias, Thanh Nien. Se ha dicho que Ngoc adquirió la habilidad de estar sin dormir después de un ataque de fiebre en 1973, pero otros reportes indican que él dejó de dormir en 1976 por un motivo no conocido. En la época del reporte de Than Nien, Ngoc no sufrió los efectos de ningún mal aparente (aparte de una disminución menor en la función hepática), estaba mentalmente sano y podía cargar 100 kg de alimento de cerdo en un camino de 4 km,[97] pero otro reporte indica que él era saludable antes del episodio de desvelo y que ahora él no se estaba sintiendo bien por la falta de sueño.[cita requerida]
- Contradicción del reclamante: en enero de 2005, RIA Novosti publicó un artículo sobre Fyodor Nesterchuk, desde el pueblo Ucraniano de Kamen-Kashirsky, quien reclamaba no haber tenido sueño por más de 20 años. El doctor local Fyodor Koshel, jefe del departamento de salud de la ciudad de Lutsk, dijo haberlo examinado exhaustivamente y que falló en hacerle dormir Koshel también dijo, sin embargo, que Nesterchuck no sufrió ninguno de los perjudiciales efectos de la falta de sueño. Sin embargo, cuando un periodista de The Guardian siguió en este reportaje, Nesterchuck dijo que él estaba consiguiendo de 2 a 3 horas de sueño por noche, y que [él] no parecía notar la diferencia marcada entre nunca conseguir dormir una vez en 240 meses, y conseguir menos del número aconsejado de horas por semana.[98]
- Contradicho en informes más precisos: Inicialmente se reportó que Rhett Lamb de San Petersburgo, Florida, no dormía en absoluto,[99] pero en realidad tenía una rara condición que le permitió dormir solo una o dos horas por día en los primeros tres años de su vida. Él tiene una rara anomalía llamada una malformación Arnold-Chiari donde el tejido cerebral sobresale en el canal de la columna vertebral y el cráneo hace presión sobre la parte sobresaliente del cerebro. El niño fue operado en el Hospital de Niños en San Petersburgo en mayo de 2008. Dos días después de la cirugía él durmió toda la noche.[100][101]
- Condición patológica: El experto en sueño francés Michel Jouvet y su equipo informaron el caso de un paciente que estuvo semi privado del sueño por cuatro meses, como lo confirman repetidos registros poligráficos mostrando menos de 30 minutos por noche (de la primera etapa de sueño), una condición que ellos llamaron "agripnia". El hombre de 27 años estuvo sufriendo de Morvan fribiliar de corea, una rara enfermedad que lleva a movimientos involuntarios, y en su caso particular, a insomnio extremo. Los investigadores encontraron que tratándolo con 5-HTP recuperó la etapa del sueño a casi normal, sin embargo algunos meses después de esta recuperación el paciente murió durante una recaída la cual fue insensible al 5-HTP. A pesar del insomnio extremo, la investigación psicológica no mostró signos de déficit cognitivo, excepto para algunas alucinaciones.[102]
- Insomnio familiar fatal: El insomnio familiar fatal es una enfermedad que eventualmente acaba en una total incapacidad para dormir. Muchos pacientes pasan de seis a nueve meses sin dormir, tiempo durante el cual ellos desarrollan demencia y dejan de responder.